# Casa de Lillian Sefton Dodge
La casa de Lillian Sefton Dodge, también conocida como Sefton Manor y Mill Neck Manor Lutheran School for the Deaf, es una propiedad histórica ubicada en Mill Neck en el condado de Nassau, en el estado de Nueva York (Estados Unidos). Tiene 34 habitaciones y 5574 m².

## Historia

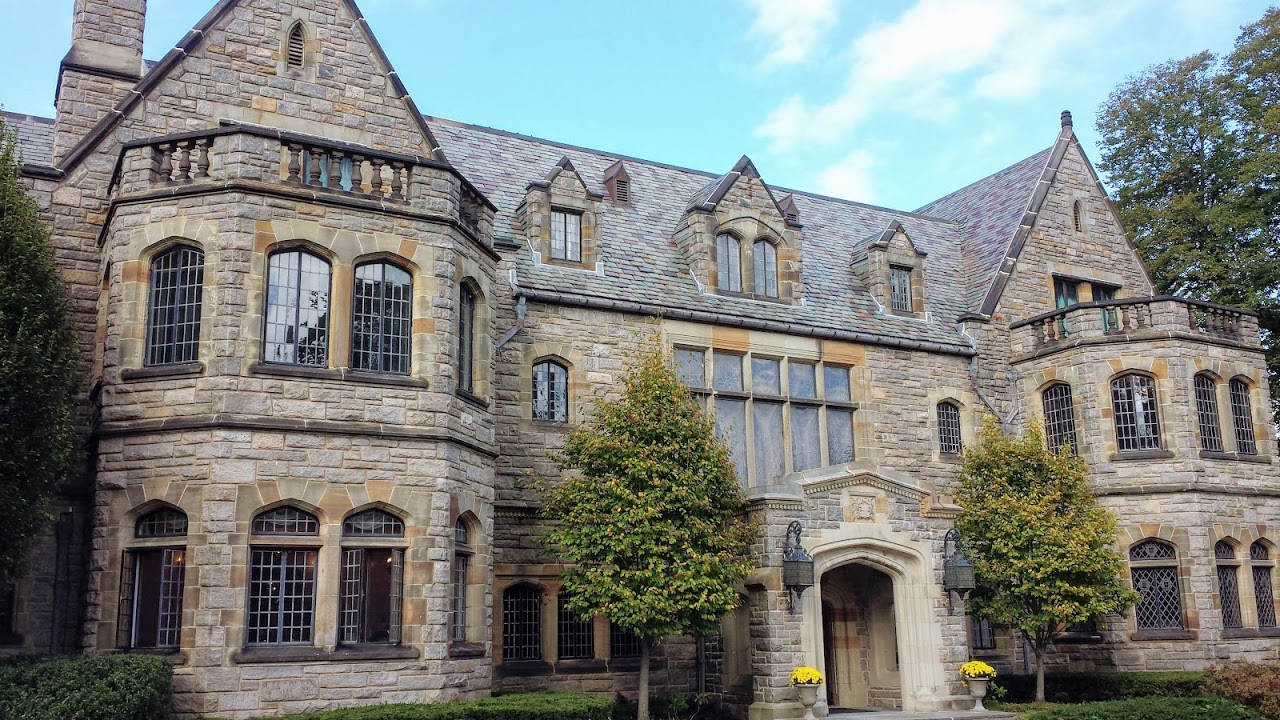
Vista del frente de Mill Neck Manor, antigua propiedad de Lillian Sefton Dodge.

Fue diseñada en 1922 por la firma de arquitectos Clinton y Russell para la ejecutiva de cosméticos Lillian Sefton Dodge. Se inspiró en St. Catherine's Court en Somersetshire, Inglaterra.
La casa solariega es una vivienda de estilo Neotudor. Tiene dos pisos y medio de altura con un sótano completo, de estructura de acero y revestido con granito marrón Westchester y adornado con piedra caliza leonada. Tiene un techo de pizarra gris perforado por buhardillas y chimeneas de granito.
Una característica distintiva de la casa son sus cuatro grandes vitrales que representan cinco obras de William Shakespeare. Realizado por Charles Connick de Boston, en 1927, cuando Dodge los hizo poner, costaban alrededor de 10 000 dólares cada uno. Debajo hay un banco de la catedral del siglo XV. Muchas de las chimeneas de piedra arenisca se fabricaron en Europa. Casi todo el trabajo de hierro interior, desde las manijas de las puertas hasta otras piezas decorativas, fue realizado por el famoso trabajador de hierro Samuel Yellin. Otras características interiores incluyen: puertas de entrada de 400 años, una caja fuerte para cubiertos de 2,7 m de alto, techos de yeso con dibujos esculpidos a mano, paredes con paneles de roble y candelabros renacentistas.
También en la propiedad hay un complejo de granja de madera de estilo neotudor. La propiedad también tiene un jardín formal contribuyente diseñado por Charles Wellford Leavitt, garaje e invernadero. Los jardines cuentan con madera de boj en forma de reloj de sol y están salpicados de urnas y templos de piedra. Las plantaciones en los jardines presentaban tulipanes, azaleas, laureles de montaña, magnolias y cerezos japoneses. Se importaron fuentes grandes de varios niveles de Venecia, pero el agua de las fuentes se cortó después de que la propiedad se convirtió en una escuela.
Fue incluido en el Registro Nacional de Lugares Históricos en 1979.

### Uso actual
En 1949, la Lutheran Friends of the Deaf compró "Sefton Manor". La escuela era oficialmente la Rama Oriental de la astern Branch of the Lutheran School for the Deaf de Detroit del Sínodo de la Iglesia Luterana de Misuri. El 23 de septiembre de 1951, hubo una ceremonia de dedicación con más de 3000 asistentes. Melvine Luebke fue nombrado director de la escuela. Anteriormente había trabajado para el Lutheran Institute for the Deaf in Detroit.. La escuela abrió oficialmente el 25 de septiembre de 1951 para 50 niños sordos de lugares tan lejanos como Maryland. En 1956, Mill Neck Manor estaba plenamente acreditado por el estado de Nueva York.
La mansión se utilizó para clases hasta 2002, cuando se construyó un nuevo edificio para ese propósito. Después de someterse a una extensa restauración para devolver la casa lo más cerca posible a su aspecto original, a partir de 2016 la casa está abierta para visitas una vez al mes o con reserva. La Fundación Mill Neck también organiza eventos especiales en Manor. La matrícula de la escuela Mill Neck para el año escolar 2015-16 fue de más de 106.
Hoy en día, la sala de estar se utiliza como capilla de la Mill Neck School for the Deaf. La habitación conserva los apliques de pared originales, el techo de yeso ornamental, la chimenea y las tallas de madera sobre el manto. Se convirtió en la capilla de la escuela en 1958. Los vitrales rodean la capilla.

### Lillian Sefton Dodge
Lillian Sefton Dodge fue la ex presidenta de Harriet Hubbard Ayer, Inc., una empresa de fabricación de cosméticos. Comenzó a dirigir la empresa después de la muerte de su primer marido, Vincent B. Thomas, en 1918. Vendió la compañía a Lever Brothers en 1947 por más de 5 millones de dólares.
Lillian Dodge murió el 20 de julio de 1960 en Nueva York. Estuvo casada dos veces. Su primer marido, Vincent B. Thomas, murió en 1918. Su segundo esposo, Robert L. Dodge, un artista de vitrales, murió el 16 de julio de 1940. Tenía 68 años.

## En la cultura popular
Mill Neck Manor se ha utilizado como escenario para siete películas y como escenario para programas de televisión como Royal Pains y Homeland. También ha aparecido en varios anuncios comerciales y en fotografías fijas.